# 刘俊秀 (1904年)
刘俊秀（1904年11月21日—1985年8月），男，江西永新人，中华人民共和国政治人物，曾任江西省人大常委会副主任等职:192。